# Ворона, Яна Геннадьевна
Я́на Генна́дьевна Во́рона (род. 28 декабря 2004) — российская спортивная гимнастка. Мастер спорта. По состоянию на 2020 год входит в основной состав сборной команды России.
Чемпионка в командном многоборье первого чемпионата мира среди юниоров (2019), где была запасной.

## Биография

### 2017
В апреле 2017 года в Пензе на первенстве России среди юниорок завоевала (в составе команды Воронежской области) бронзовую медаль в командном многоборье; в личных соревнованиях (в разряде КМС) в многоборье была 5-й, в опорном прыжке 4-й, на бревне 7-й.

### 2018
На первенстве России 2018 года среди юниорок стала обладательницей ещё одной бронзовой медали в командных соревнованиях и двух серебряных медалей в личных: на бревне и в вольных упражнениях. В личном многоборье была 4-й, в опорном прыжке 5-й, на брусьях 8-й.

### 2019
На первенстве России 2019 года среди юниорок завоевала две бронзовые медали: в опорном прыжке и в вольных упражнениях. В личном многоборье была 4-й, на брусьях 7-й, на бревне 6-й.
В июне в Дьёре (Венгрия) на первом в истории чемпионате мира среди юниоров была запасной. (Состав команды: Елена Герасимова, Виктория Листунова, Владислава Уразова и запасная Яна Ворона.) Вернулась с командной золотой медалью.
Потом поехала в Баку на Европейский юношеский Олимпийский фестиваль, Там с командой завоевала золото в командном многоборье, затем в личных состязаниях взяла бронзу в абсолютном первенстве. В финалах в опорном прыжке и в вольных упражнениях была 4-й.

### 2021
На Чемпионате России 2021 в Пензе заняла шестое место в многоборье. На Кубке России заняла седьмое место.
В сентябре было объявлено, что Ворона выступит на предстоящем Чемпионате мира вместе с Ангелиной Мельниковой, Владиславой Уразовой и Марией Минаевой. Выступала только на бревне. Она упала во время финала и заняла девятое место.

### 2022
Выиграла Кубок России по спортивной гимнастике, проходивший в Калуге в период с 6 по 10 июля, в дисциплине «упражнение на бревне, женщины».